# First National Bank Tower
La First National Bank Tower es un rascacielos de 45 pisos y 193 m en 1601 Dodge Street en el centro de la ciudad Omaha, la más pobada del estado de Nebraska (Estados Unidos).  Con 193,25 metros de altura, es actualmente es el edificio más alto en la ciudad, así como del estado e incluso entre Mineápolis y Denver. Fue finalizado en 2002, pero ya en 2001 había superando a la vecina WoodmenLife Tower de 146 m y 30 pisos. Fue construido en el sitio del antiguo Medical Arts Building, que fue demolido el 2 de abril de 1999 para dar paso al rascacielos actual. Dentro del vestíbulo de vidrio hay una gran sección de la fachada ornamental del antiguo Edificio de Artes Médicas que una vez estuvo allí.

## Gallery

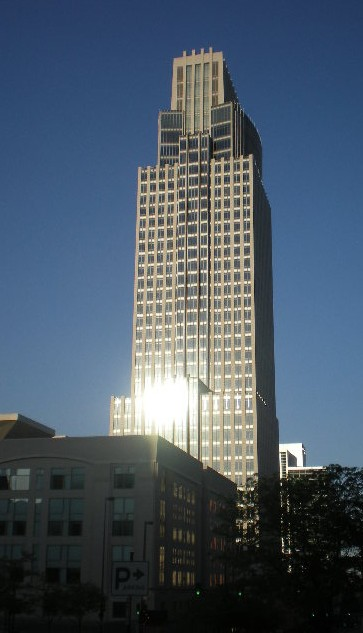
Fachda oriental del One First National Center
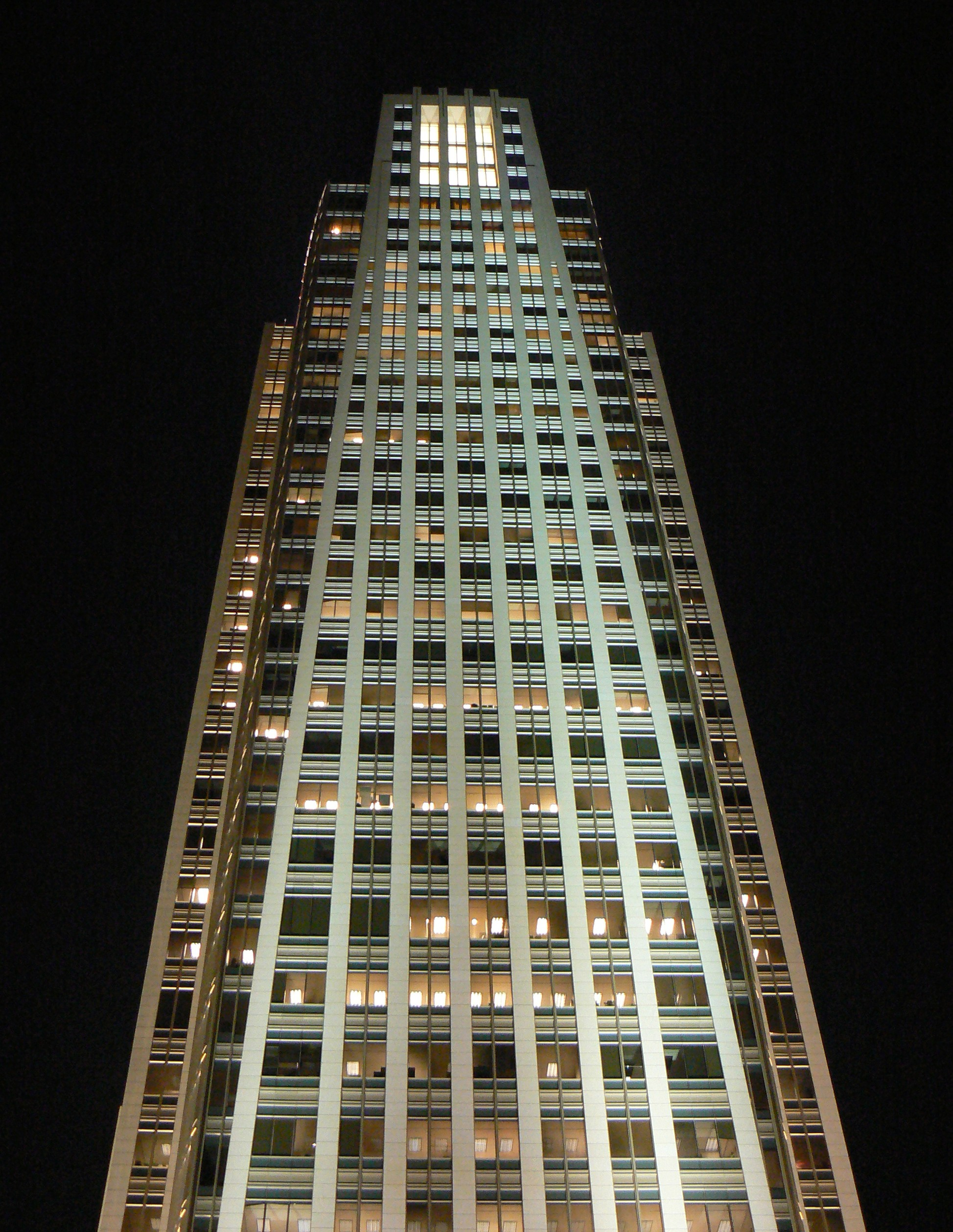
El One First National Center en contapicado
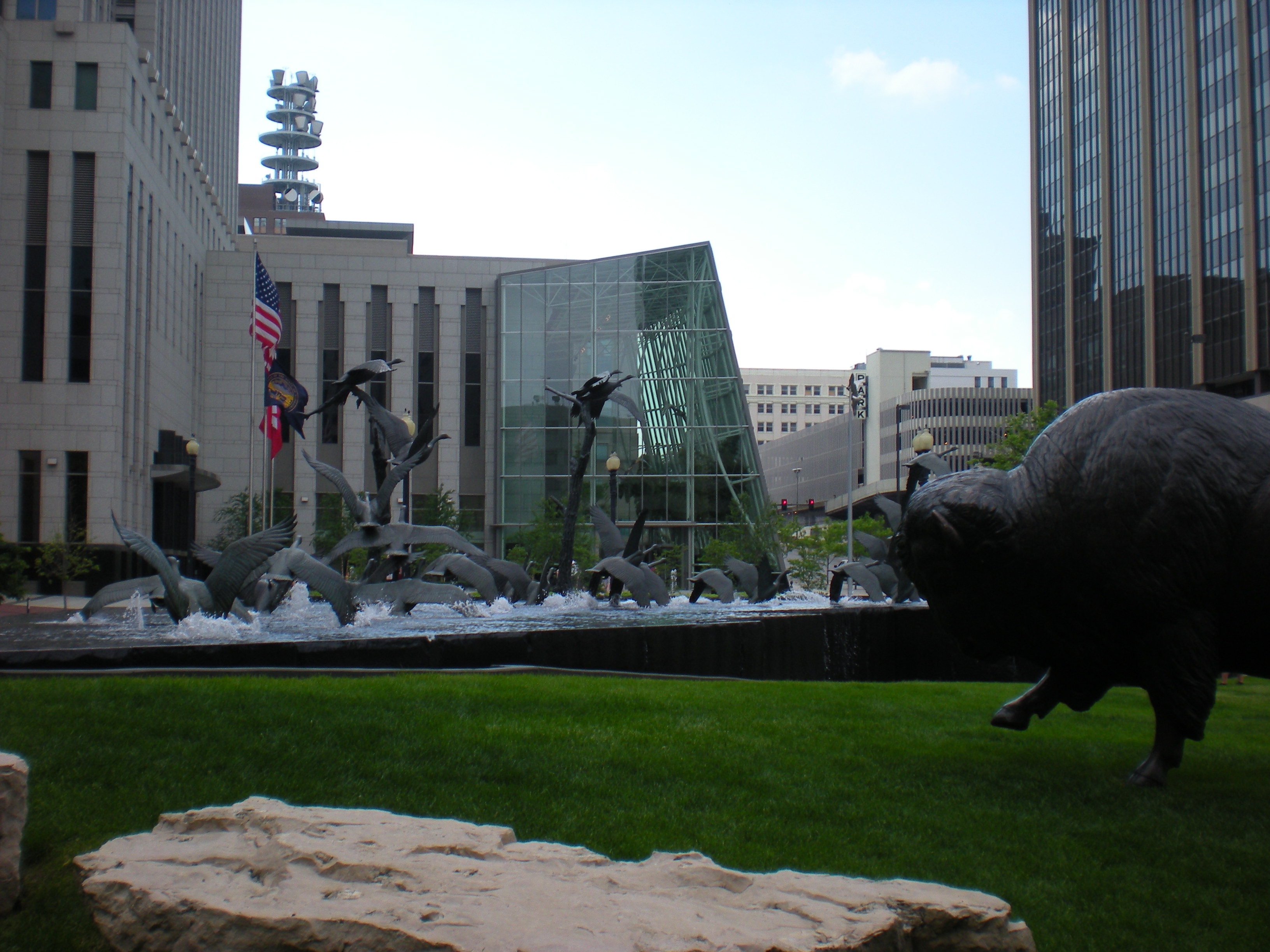
Plaza adyacente al One First National Center
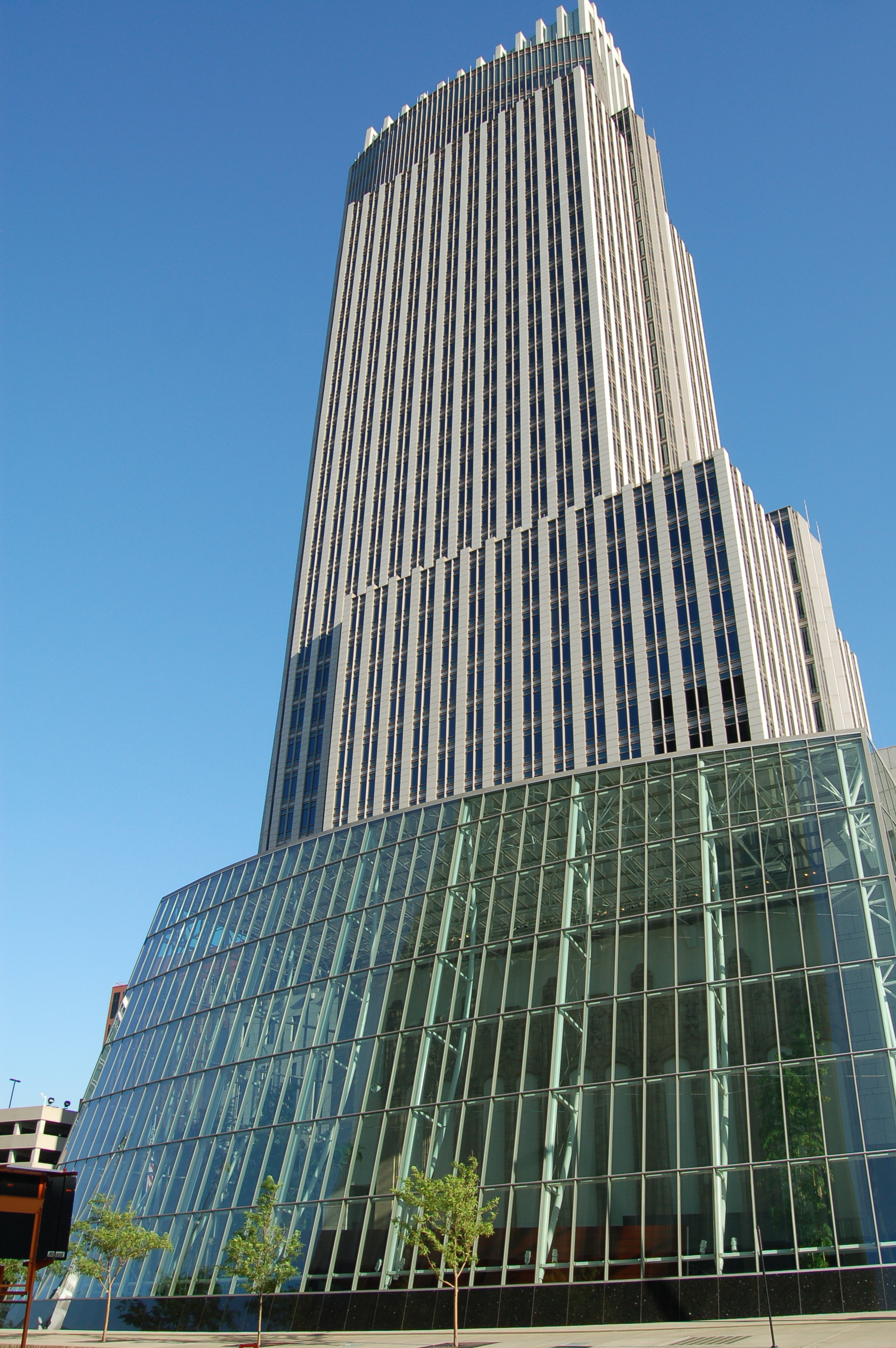
El One First National Center desde Dodge Street